# Giovanni Visentin
Giovanni Visentin (Udine, 2 giugno 1953) è un attore e regista italiano.

## Biografia
Dopo alcune esperienze amatoriali nella sua città natale, nel 1973 si trasferisce a Milano,  dove frequenta la Civica scuola d'arte drammatica sotto la direzione di Giorgio Strehler.
Nel 1974 fonda Il teatro dell'Elfo insieme a Ferdinando Bruni, Elio De Capitani e Gabriele Salvatores. Nello stesso anno è il protagonista di Bertoldo a corte di Massimo Dursi, per la regia di Gabriele Salvatores, e l'anno seguente di 1789 di Ariane Mnouchkine, sempre per la regia di Salvatores.
Nel 1976 torna a Udine, dove fonda, insieme a Ferruccio Cainero e Vanni De Lucia il Teatro ingenuo, che unisce l'arte dei clown al melodramma e alla commedia dell'arte.
Nel 1977 vive la sua prima esperienza cinematografica con Un anno di scuola di Franco Giraldi.
Nel 1978 esordisce in televisione con Le mani sporche di Jean-Paul Sartre, per la regia di Elio Petri, che lo vede protagonista accanto a Marcello Mastroianni.
Dal 1999 al 2017 ha interpretato il ruolo del pm Tommaseo in alcuni episodi de “ Il Commissario Montalbano “, di Andrea Camilleri, per la regia di Alberto Sironi,  accanto a Luca Zingaretti.
Nel 2014 ha scritto e diretto il film per la TV Le maratone di Peter, trasmesso Rai 5 nel 2017.

## Filmografia

### Cinema
- I paladini: storia d'armi e d'amori, regia di Giacomo Battiato (1983)
- L'assassino è ancora tra noi, regia di Camillo Teti (1986)
- Kidnapping - Pericolo in agguato (Man on Fire), regia di Elie Chouraqui (1987)
- Lungo il fiume, regia di Vanna Paoli (1989)
- Fuga dal paradiso, regia di Ettore Pasculli (1990)
- Faccione, regia di Christian De Sica (1991)
- Money - Intrigo in nove mosse (Money), regia di Steven Hilliard Stern (1991)
- Mutande pazze, regia di Roberto D'Agostino (1992)
- Persone perbene, regia di Francesco Laudadio (1992)
- Tutti gli uomini di Sara, regia di Gianpaolo Tescari (1992)
- Zuppa di pesce, regia di Fiorella Infascelli (1992)
- 18000 giorni fa, regia di Gabriella Gabrielli (1993)
- Italia Village, regia di Giancarlo Planta (1994)
- Il tempo del ritorno, regia di Lucio Lunerti (1994)
- Ultimo confine, regia di Ettore Pasculli (1994)
- Soldato ignoto, regia di Marcello Aliprandi (1995)
- A Dio piacendo, regia di Filippo Altadonna (1996)
- Il delitto di via Monti Parioli, regia di Antonio Bonifacio (1997)
- Mare largo, regia di Ferdinando Vicentini Orgnani (1998)
- L'accertamento, regia di Lucio Lunerti (1999)
- Onorevoli detenuti, regia di Giancarlo Planta (1999)
- Libero Burro, regia di Sergio Castellitto (1999)
- Alex l'ariete, regia di Damiano Damiani (2000)
- "Cancelli sull'acqua", regia di Peter Del Monte (2001)
- Commesso viaggiatore, regia di Francesco Dal Bosco (2002)
- Ilaria Alpi - Il più crudele dei giorni, regia di Ferdinando Vicentini Orgnani (2003)
- De reditu - Il ritorno, regia di Claudio Bondì (2003)
- Il cartaio, regia di Dario Argento (2004)
- Shooting Silvio, regia di Berardo Carboni (2006)
- Sanguepazzo, regia di Marco Tullio Giordana (2008)
- 6 giorni sulla Terra, regia di Varo Venturi (2011)
- Romanzo di una strage, regia di Marco Tullio Giordana (2012)
- Vino Dentro, regia di Ferdinando Vicentini Orgnani (2014)
- Una storia senza nome, regia di Roberto Andò (2018)
- Profondo, regia di Giuliano Giacomelli (2019)
- Magari, regia di Ginevra Elkann (2019)
- Villetta con ospiti, regia di Ivano De Matteo (2020)
- I fratelli De Filippo, regia di Sergio Rubini (2021)
- Il signore delle formiche, regia di Gianni Amelio (2022)
- Senza età, regia di Stefano Usardi (2023)

### Televisione
- Un anno di scuola, regia di Franco Giraldi - film TV (1977)
- Le mani sporche, regia di Elio Petri - film TV (1978)
- Vita di Antonio Gramsci, regia di Raffaele Maiello - miniserie TV (1981)
- Benedetto da Norcia, regia di Sergio Giordani - film TV (1981)
- La certosa di Parma, regia di Mauro Bolognini - miniserie TV (1982)
- Le ambizioni sbagliate, regia di Fabio Carpi - film TV (1983)
- Una casa a Roma, regia di Bruno Cortini - miniserie TV (1989)
- Il piccolo popolo, regia di Cinzia TH Torrini - miniserie TV (1990)
- Delitti privati, regia di Sergio Martino - miniserie TV (1993)
- La casa dove abitava Corinne, regia di Maurizio Lucidi - film TV (1996)
- Avvocati, regia di Giorgio Ferrara - film TV (1998)
- Ultimo - La sfida, regia di Michele Soavi - miniserie TV (1999)
- L'Impero, regia di Lamberto Bava - serie TV (2000)
- Il commissario Montalbano - serie TV (1999 - 2017)
- Paolo VI - Il papa nella tempesta, regia di Fabrizio Costa - miniserie TV (2008)
- Rex - serie TV (2011)
- Il commissario Manara - serie TV (2009)
- Il tredicesimo apostolo - serie TV, episodio 2x09 (2014)
- Fuoco amico TF45 - Eroe per amore, regia di Beniamino Catena - miniserie TV (2016)
- Non mi lasciare, regia di Ciro Visco – miniserie TV (2022)

### Regia
- "La Cameriera Brillante" di Carlo Goldoni - Attori Veneti Associati - Teatro Toniolo di Mestre (1980)
- Le maratone di Peter - film TV (2014)
- "Spiarduts" - Teatro Incerto - produzione CSS -Teatro San Giorgio di Udine (2024)

### Prosa televisiva
- Le mani sporche, di Jean-Paul Sartre, regia di Elio Petri, trasmesso nel 1978 e nel 1985 da Rai 1
- Lulu - Il vaso di Pandora, di Frank Wedekind, regia di Mario Missiroli, trasmesso il 29 marzo 1980 da Rai 2
- Ivanov, di Anton Čechov, regia di Franco Giraldi, trasmesso il 28 dicembre 1981 da Rai 2
- Asmodeo, di François Mauriac, regia di Bruno Rasia, trasmesso nel 1983 da Rai 2
- Il mattatoio, di Slavomir Mrozec, regia di Krzystof Zanussi, trasmesso nel 1985 da Rai 3

## Teatro
- Bertoldo a corte di Massimo Dursi, regia di Gabriele Salvatores (1974)
- 1979 di Arianne Mnouskine, regia di Gabriele Salvatores (1975)
- "La Cavatina di Figaro", di Visentin, Cainero, DeLucia, regia di Giovanni Visentin (1977)
- I Cavalieri di Aristofane, regia di Mario Gonzalez (1979)
- La Cameriera Brillante di Carlo Goldoni, regia di Giovanni Visentin (1980)
- Il Mattatoio di Slavomir Mrozek, regia di Krzysztof Zanussi (1982)
- Due commedie in commedia di Gian Battista Andreini, regia di Luca Ronconi (1984)
- Il Servo di Robin Maugham, regia di Elio De Capitani (1986)
- Clavigo di Wolfgang Goethe, regia di Cesare Lievi (1987)
- Processo a Gesù di Diego Fabbri, regia di Giancarlo Sepe (1990)
- Improvvisamente l'estate scorsa di Tennessee Williams, regia di Franco Quadri (1991)
- Casa di bambola di Henrik Ibsen, regia di Beppe Navello (1993)
- I Turcs tal Friul di Pier Paolo Pasolini, regia di Elio De Capitani (1995)
- Macbeth Clan da William Shakespeare, regia di Angelo Longoni (1998)
- Carambola di Remo Binosi, regia di Francerco Migliaccio (2001)
- Cronaca di Leopoldo Trieste, regia di Franco Però (2003)
- Friuli istruzioni per l'uso di Pierluigi Cappello, regia di Giovanni Visentin (2006)
- I Demoni di Fëdor Dostoevskij, regia di Peter Stein (2009)
- The Coast of Utopia di Tom Stoppard, regia di Marco Tullio Giordana (2012)
- Riccardo II di William Shakespeare, regia di Peter Stein (2017)
- "Constitutional Circus" di autori vari, regia di Berardo Carboni (2024)